# Еринджатап
Еринджатап (арм. Երնջատափ) — село в Арагацотнской области Армении.

## География
Село расположено в восточной части марза, к северу от горы Араилер, на расстоянии 21 километра к северо-востоку от города Аштарак, административного центра области. Абсолютная высота — 1850 метров над уровнем моря.
Климат
Климат характеризуется как умеренно холодный, влажный (Dfb в классификации климатов Кёппена). Среднегодовая температура воздуха составляет 5,6 °C. Средняя температура самого холодного месяца (января) составляет −6,3 °С, самого жаркого месяца (августа) — 16,9 °С. Расчётная многолетняя норма атмосферных осадков — 486 мм. Наибольшее количество осадков выпадает в мае (87 мм).

## История
Прежнее название села — Карабулаг.
15 июля 1946 года село Карабулаг Апаранского района Армянской ССР было переименовано в Ернджатап.

## Население
| Год переписи | Население          | Население          | Население          | Население            | Население            | Население            |
| Год переписи | Наличное население | Наличное население | Наличное население | Постоянное население | Постоянное население | Постоянное население |
| Год переписи | Всего              | Мужчины            | Женщины            | Всего                | Мужчины              | Женщины              |
| ------------ | ------------------ | ------------------ | ------------------ | -------------------- | -------------------- | -------------------- |
| 2001         | 487                | 239                | 248                | 490                  | 247                  | 243                  |
| 2011         | 535                | 267                | 268                | 611                  | 308                  | 303                  |

| Год  | Численность | Численность |
| ---- | ----------- | ----------- |
| 1873 | 589         | [ 9 ]       |
| 1897 | 780         | [ 9 ]       |
| 1926 | 816         | [ 9 ]       |
| 1939 | 962         | [ 9 ]       |
| 1959 | 488         | [ 9 ]       |
| 1970 | 409         | [ 9 ]       |
| 1979 | 286         | [ 9 ]       |
| 1989 | 565         | [ 10 ]      |
| 2001 | 490         | [ 9 ]       |
| 2004 | 484         | [ 9 ]       |
| 2011 | 611         | [ 11 ]      |